# Danças Ocultas

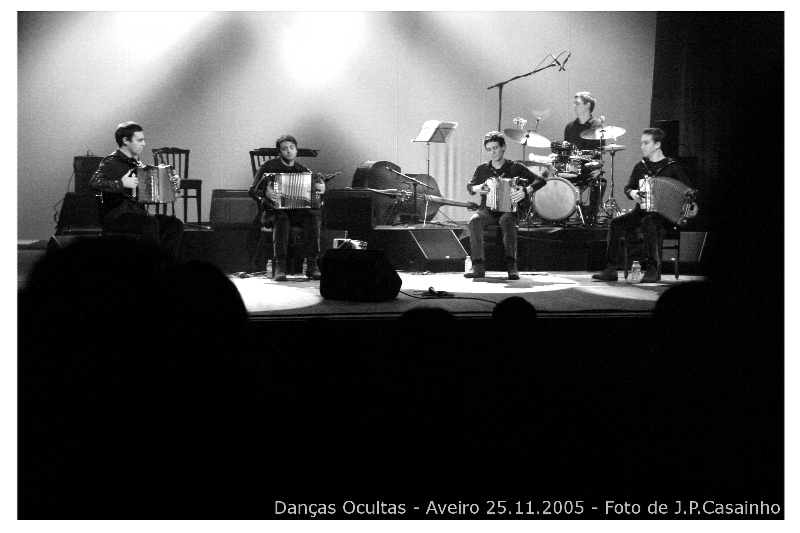
Danças Ocultas no Teatro Aveirense com o convidado Alexandre Frazão na bateria.

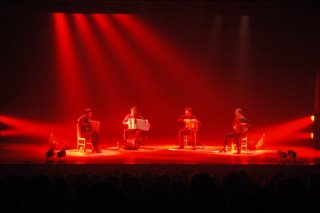
Danças Ocultas no Seixal by alxalmeida.

Danças Ocultas é um grupo musical constituído por Artur Fernandes, Filipe Cal, Filipe Ricardo e Francisco Miguel. 

## História
O grupo de Águeda iniciou-se em Maio de 1989  mas o nome surgiu apenas em 1994. O primeiro álbum do grupo foi gravado nesse ano  e editado em 1996 pela editora EMI. O grupo é convidado a actuar no palco principal do conhecido Festival de Vilar de Mouros. O segundo álbum, "Ar", foi lançado em 1998 pela EMI.
Gravam "Harmónica Azul" para o disco 20 Anos Depois – Ar de Rock de tributo a Rui Veloso. Colaboram também com os Gaiteiros de Lisboa. O disco Dançachamas, gravado ao vivo, inclui a participação do grupo nos temas "Lenga Lenga" e "Milho Grosso".
Começam as colaborações com a dança contemporânea - Companhia Paulo Ribeiro e Ballet Gulbenkian.
Em 2002 foi lançada internacionalmente a colectânea Travessa da Espera. Colaboram no disco Zanzibar de João Afonso que contou com arranjo e participação dos Danças Ocultas na faixa "Palavras de Xadrez".
Colaboram com Gabriel Gomes num dos temas da compilação Movimentos Perpétuos: Música para Carlos Paredes.
Ainda em 2003 foi editado o livro Alento - Danças Ocultas, através da Assírio & Alvim, com texto de Jorge P. Pires e fotografias de Duarte Belo.
Segue-se em 2004 o álbum Pulsar. Neste disco destacam-se as participações do sírio Abed Azrié, de Maria João e Mário Laginha, Gaiteiros de Lisboa, Edu Miranda, entre outros. Grande parte das músicas foram criações originais para "Tristes Europeus" e "White", as coreografias de Paulo Ribeiro.
Participam na colectânea Lisboa, editada pela Lisboa Records em 2007, com o tema "Primeira Hora".
Em Outubro de 2009 é editado o disco Tarab. Os Danças Ocultas foram eleitos para a seleção oficial do festival Womex 2010.
Em fevereiro de 2011 é editado Alento que reúne alguns dos melhores temas do grupo.
O grupo anda em digressão com a brasileira Dom La Lena.
Em Novembro de 2013 iniciam uma colaboração com a Orquestra Filarmonia da Beiras que se estende em vários espectáculos dos anos seguintes.
Gravam o EP Arco com Dom La Nena. O disco inclui os temas "Ela", "O Diabo Tocador", "Anjo Gabriel" e "luzAzul"
Amplitude é o disco dos Danças Ocultas e da Orquestra Filarmonia das Beiras. Como convidados aparecem Carminho, Dead Combo e Rodrigo Leão.

## Discografia
- Danças Ocultas (CD, EMI-VC, 1996)
- Ar (CD, EMI-VC, 1998)
- Travessa da espera (Compilação, L'Empreinte Digitale, 2002) - edição em França
- Pulsar (CD, Magic Music, 2004)
- Tarab (CD, Numérica, 2009)
- Alento (Compilação, iPlay, 2011)
- Arco (EP com Dom La Nena, Uguru, 2015)
- Amplitude (CD, 2016)